# هوریشیو نلسون
هوریشیو نلسون (به انگلیسی: Horatio Nelson, 1st Viscount Nelson) ملقب به دریادار نلسون، یکی از بزرگترین دریاسالاران امپراتوری بریتانیا بود که در تاریخ ۲۹ سپتامبر ۱۷۵۸ در شهر برنم تورپ واقع در ایالت نورفک در کشور انگلستان زاده شد. نلسون در جنگ‌های بسیاری از جمله نبرد ترافالگار و نبرد ابوقیر نقشی کلیدی در پیروزی بریتانیا داشت، و نیروی دریایی بریتانیا در زمان او با شکست دادن نیروی دریایی فرانسه و اسپانیا برتری کاملی بر دریاهای جهان به دست آورد.

## دوران کودکی
خانواده نلسن در اصل از تبار وایکینگ‌های انگلیای شرق بودند. پدرش کشیش کلیسای بخش بود و مادرش با رابرت والپول یکی از نخست وزیران انگلستان نسبتی داشت. هوریشیو دوران کودکی خود را تا سن دوازده سالگی در برنم تورپ گذراند تا اینکه دایی او کاپیتان موریس ساکلینگ در سال ۱۷۷۰ به فرماندهی کشتی موسوم به ریزنایبل منصوب گشت و این در زمانی بود که جنگی با نیروی دریایی اسپانیا انتظار می‌رفت. هوریشیو تمنا کرد زیر دست دایی خود در آن کشتی به کار گمارده شود. این اجازه به او داده شد و از آن پس دریا حکم مدرسه این پسر سلحشور را پیدا کرد. او از نظر جسمی و بنیه بدنی انسانی نیرومند نبود. اغلب اوقات بیمار می‌شد اما عزم آن را داشت که هر فرصتی را برای یادگرفتن، پیشرفت و کسب افتخار مغتنم بشمارد. بر رویp کشتی‌های مختلف و در مأموریت‌های گوناگونی خدمت کرد و بدین ترتیب قدم به قدم ارتقاء درجه یافت تا در سن بیست سالگی که به ناخدایی کشتی جنگی هین چین بروک برگزیده شد.

## دوران جوانی

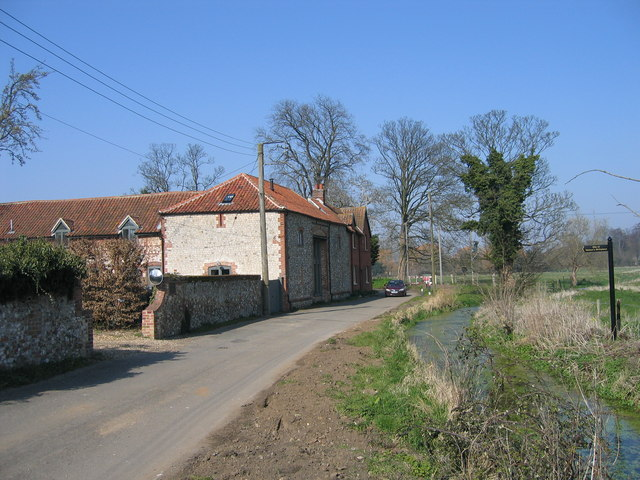
منطقه منتصب به دوره که هوریشیو نلسون دوره نوجوانی خود را گذرانده

نلسون به همان اندازه استعداد و کارایی‌اش از خودبینی و خودستایی بهره داشت و هرگز تردید نداشت که سرانجام روزی به عالی‌ترین منزلت در نیروی دریایی بریتانیا خواهد رسید. وی در اطاعت از کسانی که مافوقش بودند به همان اندازه تأخیر و درنگ می‌کرد که آنها در تقدیر از خدماتش تأمل روا می‌داشتند.
او در سال ۱۷۸۲ به ناخدایی کشتی آلبمارل، در سال ۱۷۸۷ به ناخدایی رزمناو بورآس و در سال ۱۷۹۲ به ناخدایی کشتی آگاممنون، یکی از بهترین و پیشرفته‌ترین کشتی‌های نیروی دریایی بریتانیا منصوب گشت.
در تابستان ۱۷۹۴ به نلسون دستور داده شد بندرگاه کالوی واقع در جزیره کرس را (که در اختیار نیروهای فرانسوی بود) تحت محاصره درآورد. نلسون آن بندرگاه را که به صورت قلعه مستحکمی بود به تصرف درآورد؛ لیکن در حین نبرد خمپاره‌ای از دشمن در نزدیک نلسن منفجر شده و در نتیجه مشتی شن و ماسه به هوا پرتاب شد و با شدت به چشم راست وی اصابت کرد. زخم ناشی از آن رویداد التیام پیدا کرد بدون آنکه چهره نلسن آسیبی ببیند ولی آن چشم راست برای همیشه نابینا ماند.

### نبرد سنت وینسنت
در اکتبر سال ۱۷۹۶ اسپانیا که از اقدامات بریتانیا در جزایر هند غربی به خشم آمده بود علیه انگلستان اعلام جنگ داد. در تاریخ ۱۴ فوریه سال ۱۷۹۷ یک ناوگان بریتانیایی مرکب از پانزده فروند کشتی تحت فرماندهی دریابد سر جان جارویس (بزرگ‌دریابد بعدی)؛ که در آن زمان فرماندهی ناوگان مدیترانه را به عهده داشت؛ با جهازات شکست ناپذیر یا آرمادای نیروی دریایی اسپانیا مرکب از بیست و هفت فروند کشتی در پنجاه کیلومتری دماغه سنت وینسنت در منتهی‌الیه جنوب غربی سواحل پرتغال برخورد کرد. در این جنگ چنان پیروزی کاملی به سود بریتانیا به دست آمد که جارویس به لقب ارل آو سنت وینسنت و نلسون به نشان حمام مفتخر شدند. بدین ترتیب بار دیگر نیروی دریایی بریتانیا سیادت بر دریای مدیترانه را به دست آورد.

### نبرد تنریف
در ژوئیه ۱۷۹۷، نلسن که مقام دریاداری داشت مأمور شد تا شهر سانتاکروز واقع در جزایر قناری را به تصرف درآورد. این شهر را اسپانیایی‌ها به صورت دژ مستحکمی درآورده بودند زیرا موقعیت آن از نظر استراتژیکی برای حفظ و حراست راه‌های بازرگانی اسپانیا با قاره آمریکا بسیار خطیر و حیاتی بود. مدافعان شهر از خود مقاومتی شدید نشان دادند و در این بین دریای مواج و متلاطم نیز به یاری مدافعان برآمد زیرا لنگر انداختن و پیاده شدن سربازان بریتانیایی را از قایق‌ها تقریباً ناممکن می‌ساخت و بدین ترتیب این حمله نلسون ناکام ماند. خود نلسون نیز در اثر اصابت گلوله‌ای به آرنج راستش مجروح شد. بازوی او را با شیوه‌ای عاری از حذاقت قطع کردند و او را به انگلستان فرستادند. نلسون در این زمان دستخوش افسردگی و آزردگی خاطر شدید بود. تصور اینکه وزارت دریاداری بریتانیا او را به عنوان سرداری که یک چشم و یک بازوی خویش را از دست داده‌است در زمره معلولان به انگلستان آورد برای او تحمل ناپذیر می‌نمود. او مصرانه تقاضا کرد مأموریت جدیدی بر عهده اش گذارده شود و در نتیجه در آوریل ۱۷۹۸ با مقام دریاداری به ناخدایی کشتی وانگارد برگزیده شد و مأموریت یافت به ناوگان تحت فرماندهی لرد سنت وینسنت در آبهای جبل الطارق ملحق شود. در تاریخ دوم ماه مه فرماندهی عالی سه کشتی بزرگ و پنج کشتی کوچک ناوگان مدیترانه بر عهده او محول شد.